# École supérieure de technologie de Stuttgart
L'École supérieure de technologie de Stuttgart (en allemand : Hochschule für Technik Stuttgart) est une des dix universités de Stuttgart. Le campus est situé dans le centre-ville de Stuttgart.

## Facultés et filières
- Faculté d'architecture et de design
  - Architecture
  - Design d'intérieur
  - Ingénierie du climat
  - Gestion de projet international
  - Mastère international de design d'intérieur
  - Planification urbaine
- Faculté de génie civil, de physique du bâtiment et d'économie
  - Génie civil
  - Physique du bâtiment
  - Économie
  - Ingénierie économique
  - Psychologie économique
  - General Management
  - Fondation / construction des tunnels
  - Gestion de l'infrastructure
  - Ingénierie des structures
  - Sustainable Energy Competence
  - Protection de l'environnement
- Faculté de mesurage, d'informatique et de mathématique
  - Informatique
  - Logistique de l'information
  - Mathématique
  - Photogrammétrie et géomatique
  - Génie logiciel
  - Mmesurage et géomatique
  - Mesurage
  - Informatique économique